# Milltown (Indiana)
Milltown es un pueblo ubicado en el condado de Crawford en el estado estadounidense de Indiana. En el Censo de 2010 tenía una población de 818 habitantes y una densidad poblacional de 223,68 personas por km².

## Geografía
Milltown se encuentra ubicado en las coordenadas 38°20′33″N 86°16′30″O / 38.34250, -86.27500. Según la Oficina del Censo de los Estados Unidos, Milltown tiene una superficie total de 3.66 km², de la cual 3.66 km² corresponden a tierra firme y (0%) 0 km² es agua.

## Demografía
Según el censo de 2010, había 818 personas residiendo en Milltown. La densidad de población era de 223,68 hab./km². De los 818 habitantes, Milltown estaba compuesto por el 97.68% blancos, el 0% eran afroamericanos, el 0.12% eran amerindios, el 0.37% eran asiáticos, el 0% eran isleños del Pacífico, el 0% eran de otras razas y el 1.83% pertenecían a dos o más razas. Del total de la población el 0% eran hispanos o latinos de cualquier raza.